# Вербовка (Ростовская область)
Вербовка — село в Боковском районе Ростовской области.
Входит в состав Земцовского сельского поселения.

## География
Через хутор протекает река Вербовка (приток Чира).

## Население
| 1989 | 2002 | 2010 |
| ---- | ---- | ---- |
| 252  | ↘179 | ↘170 |

## Улицы
В селе имеется одна улица — Кристальная.